# Finally (chanson de CeCe Peniston)
Singles de CeCe Peniston
I Like It
(1991)
Finally est une chanson de la chanteuse américaine CeCe Peniston sorti en septembre 1991.

## Classements
| Classement (1991-92-97)                | Meilleure position |
| -------------------------------------- | ------------------ |
| Allemagne (Media Control AG)           | 12                 |
| Australie (ARIA)                       | 8                  |
| Autriche (Ö3 Austria Top 40)           | 9                  |
| États-Unis (Hot 100)                   | 5                  |
| États-Unis (R&B/Hip-Hop Songs)         | 26                 |
| États-Unis (Radio Songs)               | 4                  |
| Belgique (Flandre Ultratop 50 Singles) | 3                  |
| France (SNEP)                          | 39                 |
| Nouvelle-Zélande (RMNZ)                | 8                  |
| Pays-Bas (Nederlandse Top 40)          | 5                  |
| Suisse (Schweizer Hitparade)           | 12                 |
| Royaume-Uni (UK Singles Chart)         | 26                 |

## Utilisation dans d'autres œuvres
- Dans la bande originale du film Priscilla, folle du désert : spectacle sur la scène du casino Lasseter d'Alice Springs.